# بیده

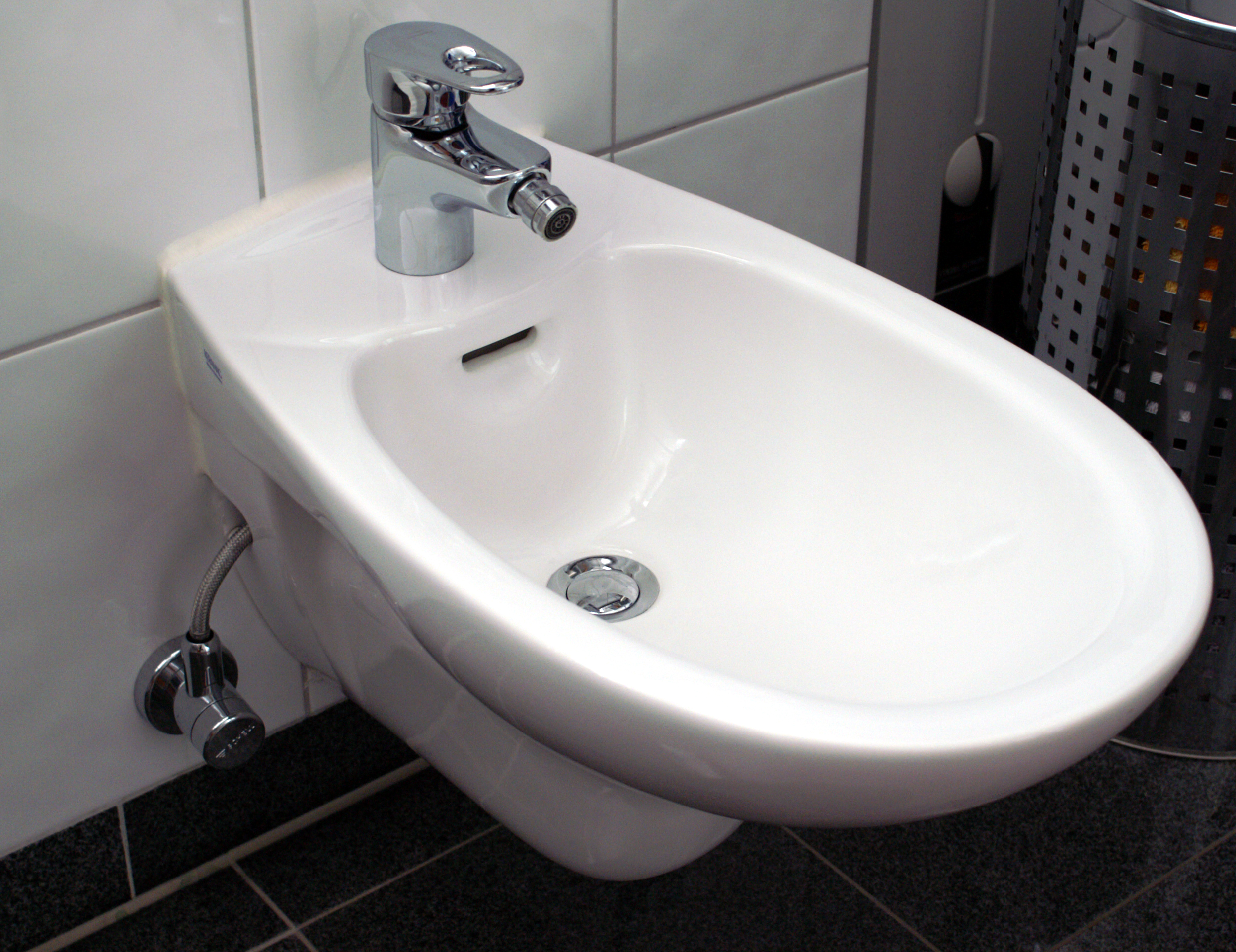
یک بیده امروزی که به مانند سینک هست

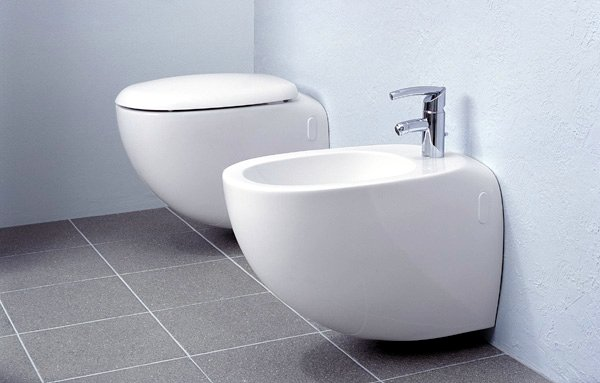
یک بیده به همراه یک توالت فرنگی

بیده (به فرانسوی: bidet) کاسه‌ای است لوله‌کشی شده که برای شستن اندام جنسی، کپل و مقعد به کار می‌رود. انواع مدرن بیده دارای یک منبع آب لوله کشی و یک دهانه زهکشی برای خروج آب هستند. بیده برای تامین بهداشت فردی طراحی شده است و بعد از اجابت مزاج، قبل و بعد از رابطه جنسی استفاده می‌شود. همچنین می توان از آن برای شستن پاها، با یا بدون پر کردن آن با آب استفاده کرد. برخی از مردم حتی برای حمام کردن نوزادان یا حیوانات خانگی از آن نیز استفاده می‌کنند. در بسیاری از کشورهای اروپایی، طبق قانون در هر سرویس بهداشتی که توالتی وجود دارد، باید یک بیده نیز در کنار آن قرار بگیرد. در گذشته بیده در اتاق خواب، نزدیک شاشدان و تخت خواب قرار داشت، امّا امروزه در نزدیکی کاسه توالت در دستشویی قرار دارد. بیده‌ای که با توالت ادغام شده باشد، بیده الکترونیکی نام دارد.
نظرات در مورد ضرورت استفاده از بیده در کشور ها و فرهنگ های مختلف بسیار متفاوت است. در فرهنگ‌هایی که به طور معمول از آن استفاده می کنند، مانند بخش هایی از اروپای غربی، مرکزی و جنوب شرقی (به ویژه ایتالیا و پرتغال) آسیای شرقی و برخی از کشورهای آمریکای لاتین مانند آرژانتین و پاراگوئه، ابزاری ضروری برای حفظ بهداشت شخصی محسوب می شود. استفاده از بیده در کشورهای شمال آفریقا مانند مصر رایج هست؛ ولی به ندرت در کشورهای جنوب صحرای آفریقا، استرالیا و آمریکای شمالی استفاده می‌شود.

## کاربرد ها
بیده‌ها عمدتاً برای شستن و تمیز کردن اندام تناسلی، میان‌دوراه، ناحیه داخل باسن و مقعد استفاده می‌شوند. برخی از بیده‌ها بصورت فواره‌ای آب را بیرون می‌دهند که برای دسترسی آسان برای شستشوی ناحیه میان‌دوراه و مقعد طراحی شده است. یک بیده کلاسیک مانند یک سینک است که با آب گرم و به همراه صابون های خاص استفاده می شود. از بیده می‌توان استفاده های زیادی نیز کرد، برای مثال می‌توان برای شستشوی پاها نیز استفاده کرد.

## انواع بیده

### بیدهٔ دوش مانند (شلنگ دستشویی)

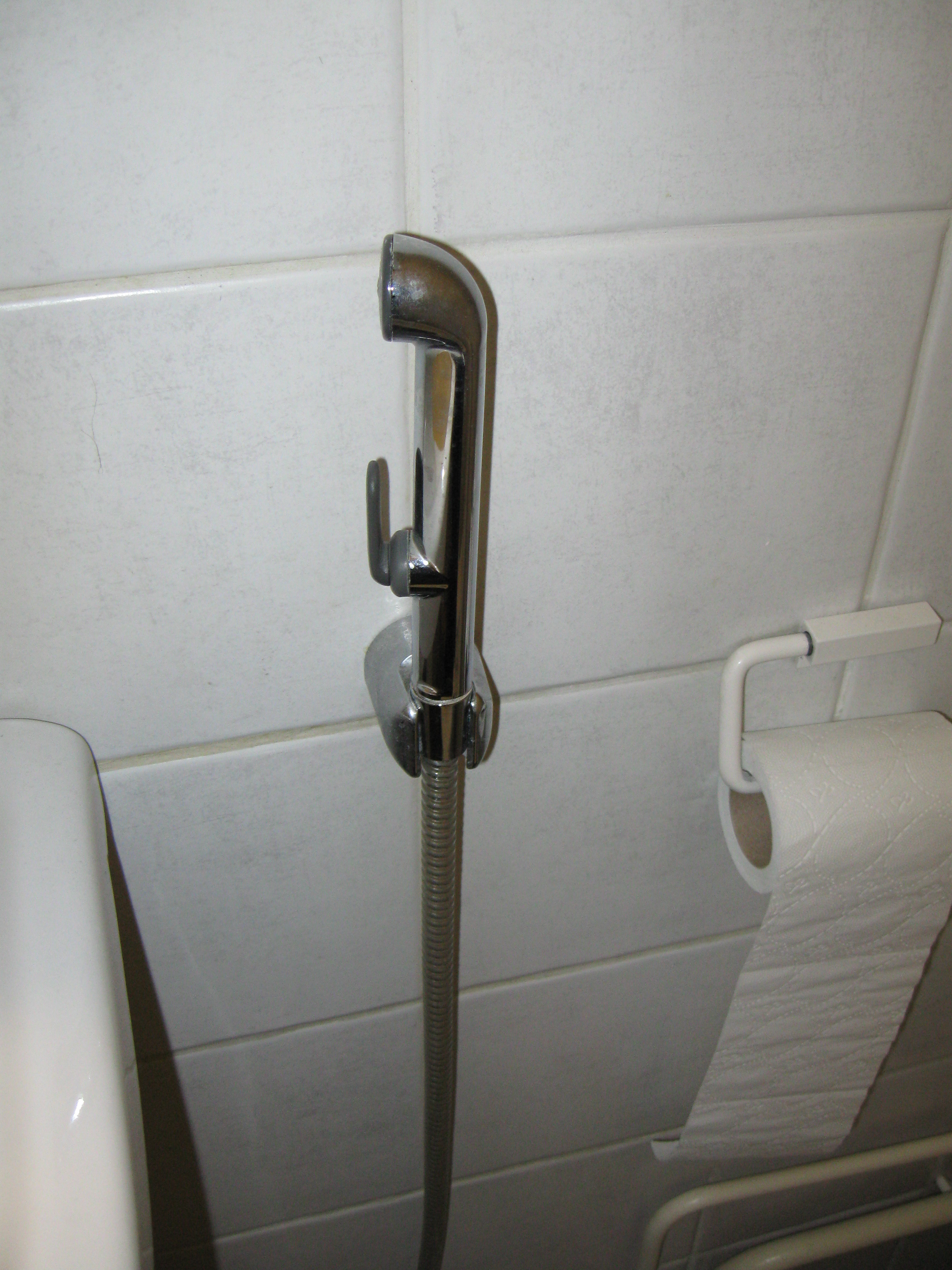
یک شلنگ دستشویی در فنلاند

بیده دوش مانند یا شلنگ دستشویی یک نازل دستی و بلند شبیه به شیر سینک ظرفشویی آشپزخانه است که آب را برای کمک به شست‌وشوی مقعد و پاکسازی و تمیز کردن اندام تناسلی پس از اجابت مزاج و ادرار فراهم می‌کند. برخلاف یک بیدهٔ عادی که همراه با توالت هست، شلنگ باید با دست نگه داشته شود و تمیز کردن به طور خودکار انجام نمی‌شود. دوش بیده در کشورهایی که آب برای پاکسازی مقعد ضروری است (مانند اکثر کشور های خاورمیانه، از جمله ایران)، رایج است.
معایب شلنگ شامل امکان خیس شدن لباس فرد در صورت بی‌احتیاطی است. علاوه بر این، فرد باید برای استفاده از شلنگ از نظر فیزیکی انعطاف پذیر و سریع باشد.

### بیدهٔ استاندارد یا جدا

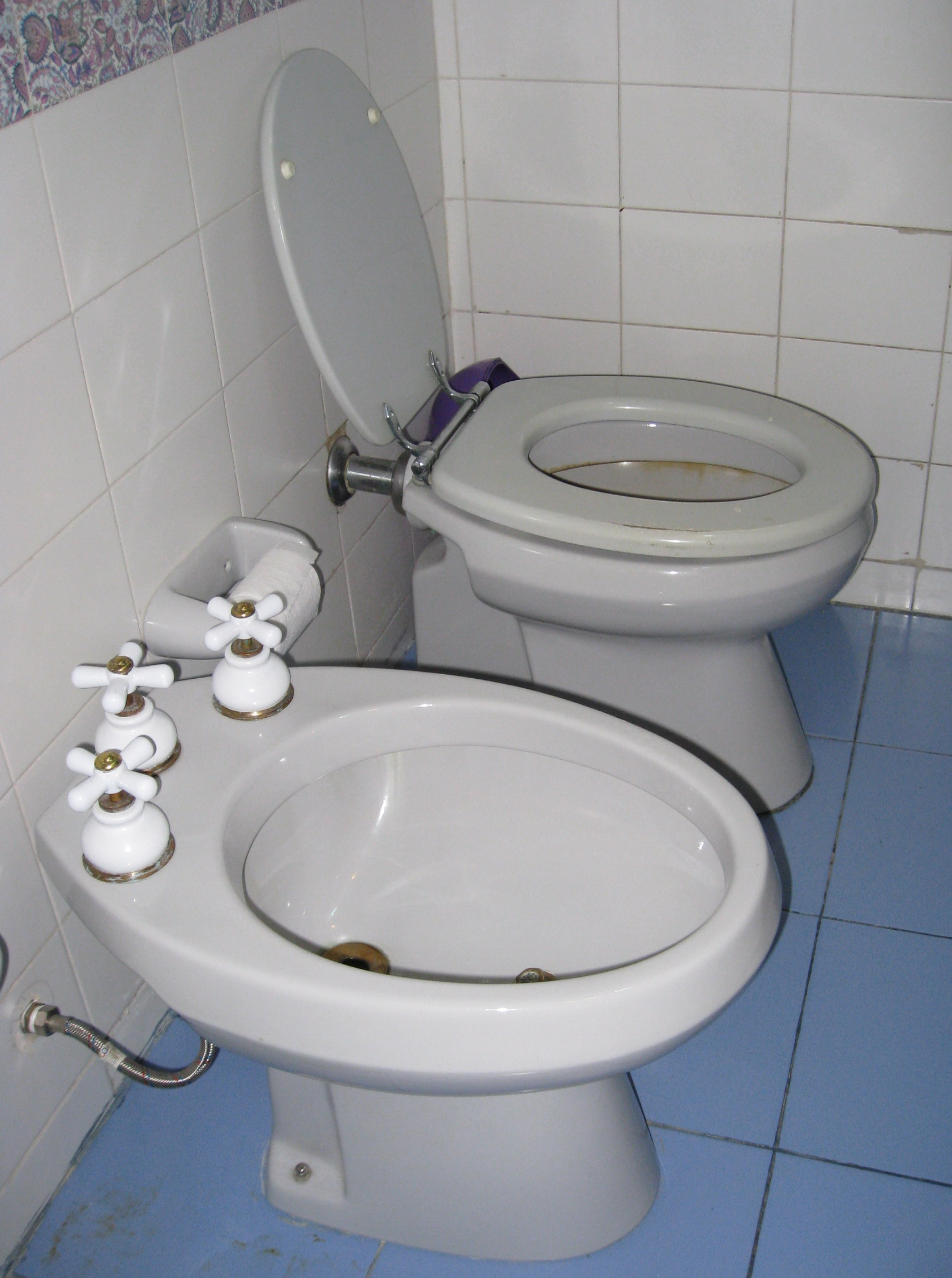
یک بیدهٔ استاندارد و جدا از توالت قرن بیستمی

بیده یک وسیلهٔ بهداشتی است که بصورت مجزا در دستشویی در کنار توالت، دوش، وان و روشویی نصب می شود که فرد روی آن می‌نشیند و از آن استفاده می‌کند. برخی از بیده ها شبیه یک روشویی بزرگ هستند که دارای شیر آب و درپوش هستند تا بتوان آن‌ را پر کرد. و انواع دیگر دارای نازلی هستند که برای شستشو با فشار آب را بیرون می‌دهند (به مانند عکس بالا).

### بیدهٔ پیوسته

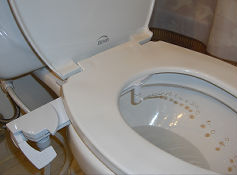
یک بیدهٔ پیوسته که بر روی لبهٔ توالت نصب شده است.

بیده‌هایی وجود دارند که به کاسه توالت قابل اتصال هستند و باعث صرفه جویی در فضا و جلوگیری از لوله کشی اضافی می‌شوند. یک بیده ممکن هست یک نازل سیار یا ثابت باشد، که یا در پشت یا لبه‌های کناری توالت نصب می‌شود، یا جایگزین صندلی توالت می‌شود. در این موارد، استفاده از آن به تمیز کردن مقعد و دستگاه تناسلی محدود می‌شود. برخی از این نوع بیده ها آب را بصورت عمودی و برخی دیگر کم و بیش بصورت مایل بیرون می‌دهند. بیده های دیگر دارای یک نازل در لبه کناری توالت هستند که هم ناحیه مقعد و هم ناحیه تناسلی را شست‌و‌شو می‌دهند و انواع دیگر دارای دو نازل در لبه پشتی توالت هستند. آن نازلی که کوتاه‌تر هست برای شستن ناحیه اطراف مقعد استفاده می‌شود و نازل بلندتر برای شستشوی فرج طراحی شده است.
این بیده‌های قابل اتصال یا به صورت مکانیکی، با چرخاندن شیر یا الکترونیکی کنترل می شوند. بیده‌های الکترونیکی به جای شیر دستی با سوئیچ های الکتریکی ضد آب کنترل می شوند. بعضی از این نوع بیده‌ها امکانات متعددی نیز دارند، از جمله: دارای سیستمی گرمایشی هستند که باد گرمی را برای خشک کردن فرد پس از شستن می‌وزاند، صندلی‌های گرم‌کننده، کنترل‌های بی‌سیم، سیستم روشنایی از طریق لامپ، بوگیرها و فیلترهای کربن فعال تعبیه شده برای حذف بوهای نامطبوع. برخی دیگر امکانات بیشتری نیز دارند که شامل فشار آب قابل تنظیم، تنظیم دما، و کنترل جهت آب می‌شود. اگر فرد ظاهر و زیبایی دستشویی برایش مهم هست، بیدهٔ پیوسته را زیر صندلی توالت نصب می‌کند.
یک بیدهٔ پیوسته معمولاً از طریق اضافه کردن یک اتصال لوله‌کشی سه‌راهی دنده‌ای به منبع آب موجود توالت متصل می‌شود و نیازی به لحیم‌کاری یا سایر کارهای لوله‌کشی ندارد. بیده‌های پیوسته الکترونیکی نیز به کلید جریان نشتی یا محافظ جان نیاز دارند.

## نگارخانه

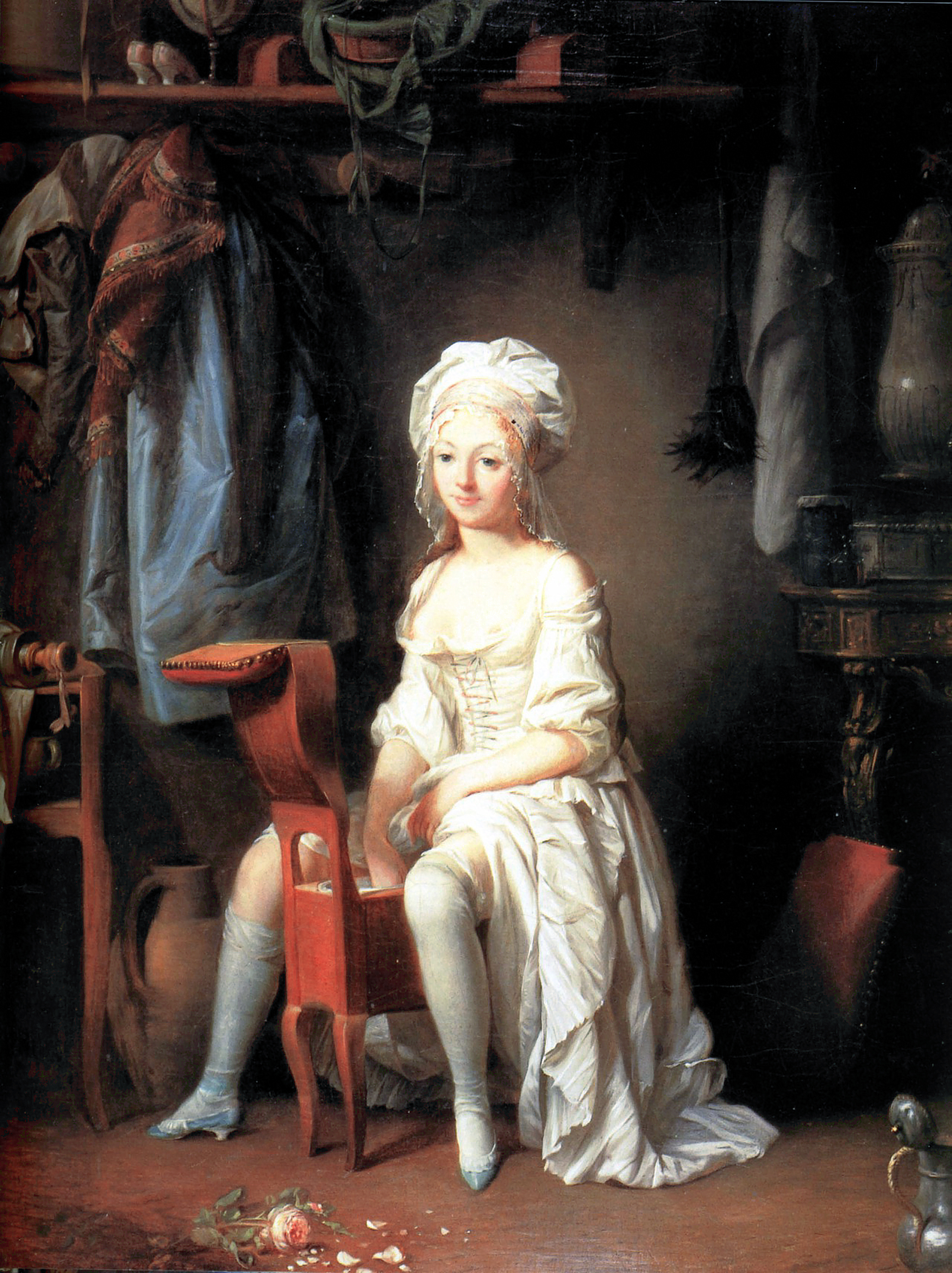
بیده مورد استفاده در قرن هجدهم
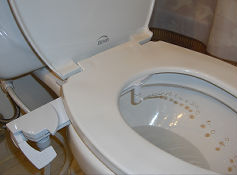
یک بیدهٔ الکترونیکی
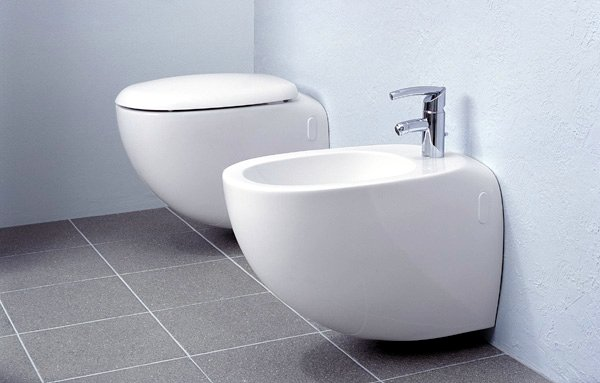
یک بیدهٔ مدرن